# Beckiella discoidalis
Beckiella discoidalis är en kvalsterart som beskrevs av Balogh och Sandór Mahunka 1978. Beckiella discoidalis ingår i släktet Beckiella och familjen Dampfiellidae. Inga underarter finns listade.